# No Pads, No Helmets... Just Balls
No Pads, No Helmets... Just Balls è l'album di debutto dei Simple Plan, pubblicato nel 2002. L'album vede anche la partecipazione di Joel Madden dei Good Charlotte in You Don't Mean Anything e di Mark Hoppus dei blink-182 in I'd Do Anything.
È stato certificato doppio platino in Canada, Stati Uniti e Giappone, platino in Australia e oro nel Regno Unito, vendendo oltre 4.000.000 di copie in tutto il mondo.
È stato inoltre inserito al 25º posto nella lista dei migliori 50 album pop punk di sempre di Kerrang!.
Nel 2012, in occasione del decimo anniversario dell'album, i Simple Plan hanno reso disponibile sul loro sito uno streaming gratuito di No Pads, No Helmets... Just Balls e 17 tracce bonus.

## Tracce
1. I'd Do Anything (feat. Mark Hoppus) - 3:17
2. The Worst Day Ever - 3:27
3. You Don't Mean Anything (feat. Joel Madden) - 2:29
4. I'm Just a Kid - 3:18
5. When I'm with You - 2:37
6. Meet You There - 4:14
7. Addicted - 3:52
8. My Alien - 3:08
9. God Must Hate Me - 2:45
10. I Won't Be There - 3:09
11. One Day - 3:15
12. Perfect - 4:39

Tracce bonus nell'edizione australiana
1. One By One - 3:25
2. Grow Up - 2:32

Tracce bonus nell'edizione britannica
1. One By One - 3:25
2. Grow Up - 2:32
3. My Christmas List (Hidden track) - 3:57
4. American Jesus (Live Cover) (Hidden Track) - 4:00

Tracce bonus nell'edizione statunitense
1. Grow Up - 2:32
2. My Christmas List (Hidden track) - 3:57

Edizione giapponese
Tracce bonus
1. One By One - 3:25
2. Grow Up - 2:32

DVD bonus
1. I'm Just a Kid (Video)
2. I'd Do Anything (Video)
3. Addicted (Video)

## Classifiche
| Classifica (2002)         | Posizione massima |
| ------------------------- | ----------------- |
| Australia                 | 29                |
| Canada                    | 8                 |
| Giappone                  | 20                |
| Nuova Zelanda             | 5                 |
| Regno Unito               | 179               |
| Stati Uniti               | 35                |
| Stati Uniti (heatseekers) | 3                 |

## Formazione
- Pierre Bouvier - voce, chitarra addizionale
- Chuck Comeau - batteria
- David Desrosiers - basso, voce secondaria
- Sébastien Lefebvre - chitarra ritmica, voce secondaria
- Jeff Stinco - chitarra solista

Altri musicisti
- Arnold Lanni - pianoforte (traccia 6)